# اسلاوا (استان آمور)
اسلاوا (به لاتین: Slava) یک منطقهٔ مسکونی در روسیه است که در استان آمور واقع شده‌است.